# キオーナ・マクラフリン
キオーナ・マクラフリン（英語: Keauna McLaughlin, 1992年9月25日 - ）は、アメリカ合衆国カリフォルニア州出身の女性元フィギュアスケート選手。2010年四大陸フィギュアスケート選手権2位、全米フィギュアスケート選手権優勝2回。2007年世界ジュニアフィギュアスケート選手権、2006年ISUジュニアグランプリファイナル優勝。パートナーはロックニ・ブルーベイカーなど。

## 経歴
カリフォルニア州のターザナに生まれ、母の影響で3歳からスケートを始めた。ノービス時代からイーサン・バージェスとペアを結成し、2004年全米選手権ノービスクラス3位、2005年全米選手権ではジュニアクラスで4位となるなど頭角を現し始めたが、同年にペアは解散。2006年よりロックニ・ブルーベイカーと新たにペアを結成した。
2006-2007シーズンからISUジュニアグランプリに参戦を果たし、JGPブダペストとJGP台湾杯で連続優勝を飾る。初進出のJGPファイナル優勝、2007年全米選手権ジュニアクラス優勝、2007年世界ジュニアフィギュアスケート選手権も制し、ジュニアタイトルを総なめにした。
2007-2008シーズンよりシニアクラスに参戦。初戦となる中国杯で2位となり、次戦のNHK杯でも2位となったが、初進出のグランプリファイナルではショートプログラム後に棄権した。2008年全米選手権では、シニアクラスで出場し初優勝を飾ったものの、自身の年齢制限により2008年世界選手権に出場はできず、パートナーのロックニ・ブルーベイカーの年齢制限により、2008年世界ジュニア選手権にも出場ができなかった。
2010年引退を発表。プロスケーターとして、ABCの番組「スケーティング・ウィズ・ザ・スターズ」にブランドン・マイケル・スミスのパートナーとして出演している。

## 主な戦績
- 戦績はロックニ・ブルーベイカーと組んで以降。

| 大会/年            | 2006-07 | 2007-08 | 2008-09 | 2009-10 |
| ------------------ | ------- | ------- | ------- | ------- |
| 世界選手権         |         |         | 11      |         |
| 四大陸選手権       |         |         | 5       | 2       |
| 全米選手権         | 1 J     | 1       | 1       | 5       |
| GPファイナル       |         | 棄権    |         |         |
| GPロステレコム杯   |         |         |         | 3       |
| GPスケートアメリカ |         | 2       | 2       | 4       |
| GPスケートカナダ   |         |         | 3       |         |
| GP中国杯           |         | 2       |         |         |
| GPNHK杯            |         | 2       |         |         |
| 世界Jr.選手権      | 1       |         |         |         |
| JGPファイナル      | 1       |         |         |         |
| JGP台湾杯          | 1       |         |         |         |
| JGPブダペスト      | 1       |         |         |         |

### 詳細
| 2009-2010 シーズン    |                                                            |         |          |          |
| 開催日                | 大会名                                                     | SP      | FS       | 結果     |
| 2010年1月25日 - 31日  | 2010年四大陸フィギュアスケート選手権（全州）               | 2 64.56 | 2 105.61 | 2 170.17 |
| 2010年1月14日 - 24日  | 全米フィギュアスケート選手権（スポケーン）                 | 7 52.55 | 5 113.18 | 5 165.73 |
| 2009年11月12日 - 15日 | ISUグランプリシリーズ スケートアメリカ（レークプラシッド） | 4 58.54 | 4 106.83 | 4 165.37 |
| 2009年10月22日 - 25日 | ISUグランプリシリーズ ロステレコム杯（モスクワ）           | 3 61.34 | 5 99.21  | 3 160.55 |

| 2008-2009 シーズン       |                                                      |         |          |           |
| 開催日                   | 大会名                                               | SP      | FS       | 結果      |
| 2009年3月23日 - 29日     | 2009年世界フィギュアスケート選手権（ロサンゼルス）   | 9 53.62 | 12 90.12 | 11 143.74 |
| 2009年2月2日 - 8日       | 2009年四大陸フィギュアスケート選手権（バンクーバー） | 7 54.16 | 4 109.85 | 5 164.01  |
| 2009年1月18日 - 25日     | 全米フィギュアスケート選手権（クリーブランド）       | 2 61.12 | 1 117.64 | 1 178.76  |
| 2008年10月31日 - 11月2日 | ISUグランプリシリーズ スケートカナダ（オタワ）       | 2 60.66 | 3 100.85 | 3 161.51  |
| 2008年10月23日 - 26日    | ISUグランプリシリーズ スケートアメリカ（エバレット） | 3 57.02 | 2 115.67 | 2 172.69  |

| 2007-2008 シーズン       |                                              |         |          |          |
| 開催日                   | 大会名                                       | SP      | FS       | 結果     |
| 2008年1月20日 - 27日     | 全米フィギュアスケート選手権（セントポール） | 1 66.54 | 1 124.20 | 1 190.74 |
| 2007年12月13日 - 16日    | 2007/2008 ISUグランプリファイナル（トリノ）  | 5 55.24 | -        | 棄権     |
| 2007年11月29日 - 12月2日 | ISUグランプリシリーズ NHK杯（仙台）          | 4 55.66 | 2 110.82 | 2 166.48 |
| 2007年11月7日 - 11日     | ISUグランプリシリーズ 中国杯（ハルビン）     | 2 59.22 | 2 95.44  | 2 154.66 |

| 2006-2007 シーズン     |                                                                  |         |          |          |
| 開催日                 | 大会名                                                           | SP      | FS       | 結果     |
| 2007年2月26日 - 3月4日 | 2007年世界ジュニアフィギュアスケート選手権（オーベルストドルフ） | 1 57.00 | 1 101.72 | 1 158.72 |
| 2007年1月21日 - 18日   | 全米フィギュアスケート選手権 ジュニアクラス（スポケーン）        | 1 61.76 | 1 100.47 | 1 162.23 |
| 2006年12月7日 - 9日    | 2006/2007 ISUジュニアグランプリファイナル（ソフィア）            | 1 55.30 | 2 91.31  | 1 146.61 |
| 2006年10月12日 - 15日  | ISUジュニアグランプリ 台湾杯（台北）                             | 2 48.79 | 1 88.01  | 1 136.80 |
| 2006年8月31日 - 9月3日 | ISUジュニアグランプリ ブダペスト（ブダペスト）                   | 1 47.62 | 1 84.02  | 1 131.64 |

## プログラム使用曲
| シーズン  | SP                                                              | FS | EX                                                                    |
| --------- | --------------------------------------------------------------- | --- | --------------------------------------------------------------------- |
| 2009-2010 | Unchained Melody by アレックス・ノース and Hy Zaret             | 映画「スラムドッグ$ミリオネア」より 作曲：A・R・ラフマーン                                                              | Tell Him 曲：コルビー・キャレイ                                       |
| 2008-2009 | マラゲーニャ by エルネスト・レクオーナ                          | ミュージカル「ウエスト・サイド物語」より 作曲：レナード・バーンスタイン                                                 | Play That Funky Music 曲：ワイルド・チェリーサムシング 曲：ビートルズ |
| 2007-2008 | ピアノソナタ第14番 作曲：ルートヴィヒ・ヴァン・ベートーヴェン   | 映画『ロミオとジュリエット』より 作曲：ニーノ・ロータ バレエ『ロメオとジュリエット』より 作曲：セルゲイ・プロコフィエフ | Play That Funky Music 曲：ワイルド・チェリー                          |
| 2006-2007 | 映画『ある日どこかで』サウンドトラックより 作曲：ジョン・バリー | 映画『ロミオとジュリエット』より 作曲：ニーノ・ロータ バレエ『ロメオとジュリエット』より 作曲：セルゲイ・プロコフィエフ | Play That Funky Music 曲：ワイルド・チェリー                          |